# Comuna de Kuślin
Kuślin (polaco: Gmina Kuślin) é uma gminy (comuna) na Polónia, na voivodia de Grande Polónia e no condado de Nowotomyski. A sede do condado é a cidade de Kuślin.
De acordo com os censos de 2004, a comuna tem 5579 habitantes, com uma densidade 52,5 hab/km².

## Área
Estende-se por uma área de 106,31 km², incluindo:
- área agricola: 77%
- área florestal: 19%

## Demografia
Dados de 30 de Junho 2004:
|                      | Total   | Total | Mulheres | Mulheres | Homens  | Homens |
| -------------------- | ------- | ----- | -------- | -------- | ------- | ------ |
|                      | pessoas | %     | pessoas  | %        | pessoas | %      |
| População            | 5579    | 100   | 2824     | 50,6     | 2755    | 49,4   |
| Densidade (pop./km²) | 52,5    | 100   | 26,6     | 26,6     | 25,9    | 25,9   |

De acordo com dados de 2002, o rendimento médio per capita ascendia a 1430,88 zł.

## Subdivisões
- Chraplewo, Dąbrowa, Nowa Dąbrowa, Głuponie, Krystianowo, Kuślin, Michorzewko, Michorzewo, Śliwno, Trzcianka, Turkowo, Wąsowo.

## Comunas vizinhas
- Duszniki, Lwówek, Nowy Tomyśl, Opalenica